# Dorsale Juan Fernández
La dorsale di Juan Fernández è una catena di isole vulcaniche e di montagne sottomarine situata sulla placca di Nazca, al largo della costa occidentale del Cile, nella parte orientale dell'Oceano Pacifico. 
Si estende in direzione ovest-est dal punto caldo Juan Fernández fino alla fossa di Atacama, alla latitudine di 33° S, nei pressi della città di Valparaíso. Le isole Juan Fernández sono gli unici picchi delle montagne sottomarine che emergono dalla superficie del mare.